# Митодея
„Митодея“ (Mythodea) е името на музикална композиция във формата на хорова (вокална) симфония, написана от гръцкия композитор Вангелис.

## История
Композицията е завършена през 2001 г. Това е единствената композиция, считана от някои за опера, в творчеството на Вангелис. Записана е за мисия на НАСА към планетата Марс.

## Дебют
За пръв път е изпълнена в Храма на Зевс в Атина, Гърция през 2001 г.
- диригент: Блейк Нийли
- солисти: Катлийн Батъл (сопрано) и Джеси Норман (сопрано)
- Лондонски симфоничен оркестър
- хор на Националната опера на Гърция